# Pomada de Whitfield
A Pomada de Whitfield é uma preparação farmacêutica em forma de pomada. É utilizada para tratamento de dermatofitoses plantares crônicas, com hiperpigmentação. É composto por ácido salicílico, ácido benzoico e base pomada de propilenoglicol. Sua conservação se dá através de bisnagas de alumínio ou potes plásticos opacos.
O nome da pomada provém de seu desenvolvedor, o dermatologista britânico Arthur Whitfield.